# Batrachorhina paragriseotincta
Batrachorhina paragriseotincta là một loài bọ cánh cứng trong họ Cerambycidae.